# Wilhelm Friedrich von Karwinsky von Karwin
Wilhelm Friedrich von Karwinsky von Karwin (Hungría, 19 de febrero de 1780 - Múnich, 2 de marzo de 1855) fue un naturalista, y geólogo alemán, nacido en Hungría en el seno de una familia noble.
Karwin dedicó un especial interés en el estudio de fósiles de distintas épocas, principalmente, las formaciones del Paleozoico, incluidos los de Brasil (allí vivió de 1821 a 1823), y de México (de 1827 a 1832 en Oaxaca), y de sus floras.

## Eponimia
Género
- (Rhamnaceae) Karwinskia Zucc.[1]

Especies
- (Asteraceae) Cacalia karvinskiana (DC.) Kuntze[2]
- (Asteraceae) Erigeron karvinskianum var. mucronata Hieron.[3]
- (Asteraceae) Erigeron karvinskianus DC.[4]
- (Asteraceae) Bartlettina karwinskiana (DC.) R.M.King & H.Rob.[5]
- (Cactaceae) Mammillaria karwinskiana Mart.[6]
- (Cactaceae) Nopalea karwinskiana F.A.C.Weber in Bois[7]
- (Cactaceae) Opuntia karwinskiana Salm-Dyck[8]
- (Capparaceae) Capparis karwinskiana Schltdl.[9]
- (Commelinaceae) Commelina karwinskiana (Hort.) Schult.f.[10]
- (Cupressaceae) Cupressus karwinskiana Regel[11]
- (Liliaceae) Roulinia karwinskiana Brongn.[12]
- (Malpighiaceae) Aspicarpa karwinskiana (A.Juss.) Hassl.[13]
- (Malpighiaceae) Tritomopterys karwinskiana (A.Juss.) Nied.[14]
- (Piperaceae) Artanthe karwinskiana Miq.[15]
- (Piperaceae) Schilleria karwinskiana Kunth[16]
- (Poaceae) Aristida karwinskiana Trin. & Rupr.[17]
- (Poaceae) Eutriana karwinskiana Trin. ex Steud.[18]
- (Thelypteridaceae) Lastrea karwinskiana T.Moore[19]